# 1929 na ciência

## Eventos
- Edwin Hubble: Lei de Hubble-Humason da expansão do universo
- Lars Onsager's reciprocal relations, uma potencial quarta lei da termodinâmica

## Livros Publicados
- Sobre os princípios fundamentais do cálculo das probabilidades - Manuel dos Reis (1900-1992)[1]

## Nascimentos
| Data           | Nome                     | Profissão                                  | Nacionalidade      | Observações                                                                                       | Ref                     |
| -------------- | ------------------------ | ------------------------------------------ | ------------------ | ------------------------------------------------------------------------------------------------- | ----------------------- |
| 23 de janeiro  | John Charles Polanyi     | químico                                    | Alemanha           | Nobel da Química 1986 Medalha Real 1989                                                           | [ 2 ] [ 3 ]             |
| 31 de janeiro  | Rudolf Ludwig Mössbauer  | físico                                     | Alemanha           | Nobel da Física 1961 Medalha Albert Einstein 1986 Medalha de Ouro Lomonossov 1984                 | [ 4 ] [ 5 ] [ 6 ]       |
| 5 de abril     | Ivar Giaever             | físico                                     | Noruega            | Nobel da Física 1973                                                                              | [ 4 ]                   |
| 5 de abril     | William Louis Culberson  | cientista                                  | Estados Unidos     | m. 2003                                                                                           |                         |
| 22 de abril    | Michael Atiyah           | matemático                                 | Reino Unido        | Prémio Abel 2004 Medalha Copley 1988 Medalha Fields 1966 Medalha De Morgan 1980 Medalha Real 1968 | [ 7 ] [ 8 ] [ 9 ] [ 3 ] |
| 6 de maio      | Paul Christian Lauterbur | químico                                    | Estados Unidos     | m. 2007 Nobel de Fisiologia ou Medicina 2003 Medallha de Honra IEEE 1987 Prémio Kyoto 1994        | [ 10 ] [ 11 ] [ 12 ]    |
| 12 de maio     | Agnes Heller             | socióloga                                  | Hungria            |                                                                                                   |                         |
| 17 de maio     | Raymond Hide             | físico                                     | Reino Unido        | Medalha Hughes 1998 \|                                                                            |                         |
| 29 de maio     | Peter Higgs              | físico                                     | Reino Unido        |                                                                                                   |                         |
| 29 de maio     | Luís Archer              | padre e cientista                          | Portugal           |                                                                                                   | [ 14 ]                  |
| 3 de junho     | Werner Arber             | microbiologista e geneticista              | Suíça              | Nobel de Fisiologia ou Medicina 1978                                                              | [ 10 ]                  |
| 4 de junho     | Adib Jatene              | médico, professor e cientista              | Brasil             |                                                                                                   |                         |
| 18 de junho    | Jürgen Habermas          | sociólogo e filósofo                       | Alemanha           |                                                                                                   |                         |
| 1 de julho     | Gerald Edelman           | médico, biólogo molecular e físico-químico | Estados Unidos     | Nobel de Fisiologia ou Medicina 1972                                                              | [ 10 ]                  |
| 7 de julho     | Kenneth J. Hsu           | cientista e geólogo                        | República da China | Medalha William H. Twenhofel 1984 Medalha Wollaston 1984 Medalha Penrose 2001                     | [ 15 ] [ 16 ]           |
| 27 de julho    | Jean Baudrillard         | sociólogo e filósofo                       | França             | m. 2007                                                                                           |                         |
| 5 de setembro  | Andrian Nikolayev        | cosmonauta                                 | União Soviética    | m. 2004                                                                                           |                         |
| 15 de setembro | Murray Gell-Mann         | físico                                     | Estados Unidos     | Nobel da Física 1969 Medalha Albert Einstein 2005                                                 | [ 4 ] [ 5 ]             |
| 16 de setembro | Newton da Costa          | matemático                                 | Brasil             |                                                                                                   |                         |
| 15 de outubro  | Antonino Zichichi        | físico                                     | Itália             |                                                                                                   |                         |
| 2 de novembro  | Richard Edward Taylor    | físico                                     | Canadá             | Nobel da Física 1990                                                                              | [ 4 ]                   |
| ??             | Alexandre Alencar        | neurologista                               | Brasil             | m. 1991                                                                                           |                         |

## Mortes
| Data            | Nome                       | Profissão                        | Nacionalidade | Observações                                           | Ref          |
| --------------- | -------------------------- | -------------------------------- | ------------- | ----------------------------------------------------- | ------------ |
| 28 de janeiro   | Jean Athanse Sicard        | neurologista                     | França        | n. 1872                                               |              |
| 3 de fevereiro  | Agner Krarup Erlang        | matemático                       | Dinamarca     | n. 1878                                               |              |
| 19 de fevereiro | Joseph Valentin Boussinesq | físico e matemático              | França        | n. 1842                                               |              |
| 28 de fevereiro | Clemens von Pirquet        | cientista e pediatra             | Áustria       | n. 1874                                               |              |
| 4 de abril      | Karl Benz                  | engenheiro                       | Alemanha      | n. 1844                                               |              |
| 7 de abril      | Paul Benedict Sarasin      | naturalista                      | Suíça         | n. 1856                                               |              |
| 15 de junho     | Traian Lalescu             | matemático                       | Roménia       | n. 1882                                               |              |
| 27 de junho     | Raoul Pictet               | físico                           | Suíça         | n. 1846 Medalha Davy 1878                             | [ 17 ]       |
| 15 de julho     | Otto Ludwig Binswanger     | neurologista e psiquiatra        | Suíça         | n. 1852                                               |              |
| 10 de agosto    | Pierre Fatou               | matemático                       | França        | n. 1878                                               |              |
| 19 de setembro  | Moisés Santiago Bertoni    | naturalista, escritor e botânico | Suíça         | n. 1857                                               |              |
| 23 de setembro  | Richard Adolf Zsigmondy    | químico                          | Áustria       | n. 1865 Nobel da Química 1925                         | [ 2 ]        |
| 3 de dezembro   | Giovanni Mingazzini        | neurologista                     | Itália        | n. 1859                                               |              |
| 25 de dezembro  | Percy Alexander MacMahon   | matemático                       | Reino Unido   | n. 1854 Medalha De Morgan 1923 Medalha Sylvester 1919 | [ 9 ] [ 18 ] |

## Prémios

### Medalha Bigsby
- Percy George Hamnall Boswell[19]

### Medalha Bruce
- Frank Schlesinger[20]

### Medalha Copley
- Max Planck[7]

### Medalha Davy
- Gilbert Newton Lewis[17]

### Medalha Edison IEEE
- Charles F. Scott[21]

### Medalha de Honra IEEE
- George W. Pierce[11]

### Medalha Hughes
- Medalha Hughes[13]

### Medalha Lyell
- William Dickson Lang[22]

### Medalha Matteucci
- Werner Heisenberg[23]

### Medalha Max Planck
- Max Planck[24] e Albert Einstein[24]

### Medalha De Morgan
- Godfrey Harold Hardy[9]

### Medalha Murchison
- Charles Alfred Matley[25]

### Medalha de Ouro da Royal Astronomical Society
- Ejnar Hertzsprung[26]

### Medalha Real
- Matemática - John Edensor Littlewood[3]
- Patologia - Robert Muir[3]

### Medalha Wollaston
- Friedrich Becke[15]

### Prémio Chauvenet
- T. H. Hildebrandt[27]

### Prémio Nobel
- Física - Príncipe Louis-Victor Pierre Raymond de Broglie.[4]
- Química - Arthur Harden[2], Hans Karl August Simon von Euler-Chelpin[2].
- Nobel de Fisiologia ou Medicina - Christiaan Eijkman[10], Frederick Gowland Hopkins[10].